# 台湾竹叶兰
台湾竹叶兰（学名：Appendicula reflexa）为兰科竹叶兰属下的一个种。

## 扩展阅读
- 维基共享资源上的相關多媒體資源：台湾竹叶兰